# 多果雪胆
多果雪胆（学名：Hemsleya pengxianensis var. polycarpa）为葫芦科雪胆属下的一个变种。

## 扩展阅读
- 維基物種上的相關：多果雪胆